# 中央军委国防动员部边防局
中央军委国防动员部边防局，位于北京市，是中央军事委员会国防动员部下属局，负责边防工作。

## 沿革
2016年改革前，中国人民解放军总参谋部作战部下设中国人民解放军总参谋部作战部边防局。国家边海防委员会办公室设在中国人民解放军总参谋部作战部。
在深化国防和军队改革中，2016年1月组建中央军委国防动员部。中央军委国防动员部新设中央军委国防动员部边防局。

## 历任局长
| 中央军委国防动员部边防局局长 - 黄晓东（2016年—） | 中央军委国防动员部边防局副局长 |